# Expédition d'Alqammah bin Mujazziz
Expédition de Alqammah bin Mujazziz, se deroula en septembre 630 AD, 9AH, 4e mois, du calendrier islamique,,,. Cette expédition fut organisée dans le but de combattre certains hommes de l’Abyssinia (Éthiopie), qui s’étaient rassemblés près des côtes de Jeddah. Les Éthiopiens s’approchèrent de Makkah en utilisant des bateaux depuis la mer, poussant certains Musulmans à s’échapper de la localité, suspectant les Éthiopiens d’être des pirates. 
Les nouvelles parvinrent au prophète islamique Mahomet, qui envoya ‘Alqamah bin Mujazziz Al-Mudlaji sur les côtes de Jeddah, avec 300 hommes. Les combattants Musulmans traversèrent la mer jusqu’à ce qu’ils trouvèrent une ile. Mais dès que les pirates soupçonnés apprirent l’arrivée des Musulmans, ils s’échappèrent,,.